# Детсадовский полицейский 2
«Детсадовский полицейский 2» (англ. Kindergarten Cop 2) — американский фильм 2016 года с Дольфом Лундгреном в главной роли. Это сиквел кинокомедии 1990 года «Детсадовский полицейский» с Арнольдом Шварценеггером в главной роли.

## Сюжет
Агент ФБР Зак Рид должен внедриться в роли учителя в частный детский сад, чтобы найти отсутствующую флешку из федеральной программы защиты свидетелей. Помогать ему в его деле будет агент Сандерс, его напарник, хорошо разбирающийся в психологии детей.

## В ролях
- Дольф Лундгрен — агент ФБР Зак Рид
- Дарла Тейлор — Оливия Хэлстрём
- Билл Беллами — агент ФБР Сандерс
- Алекс Паунович — Зогу
- Майкл П. Норти — Хэл Паскуале
- Сара Стрэйндж — мисс Синклэр
- Андре Трикоте — Вальмир Красничи
- Майкл Адамтуэйт — Сокол Пула
- Рафаэль Алехандро — ковбой
- Ребекка Олсон — Катя
- Джозиа Блэк — Джейсон Флаэрти
- Эбби Магнусон — Молли
- Оскар Хартли — Саймон

## Восприятие
Фильм получил в целом невысокие оценки. На сайте-агрегаторе рецензий Rotten Tomatoes лишь 29 % из 7 отзывов критиков являются положительными.